# 凱瑟爾 (林堡省)

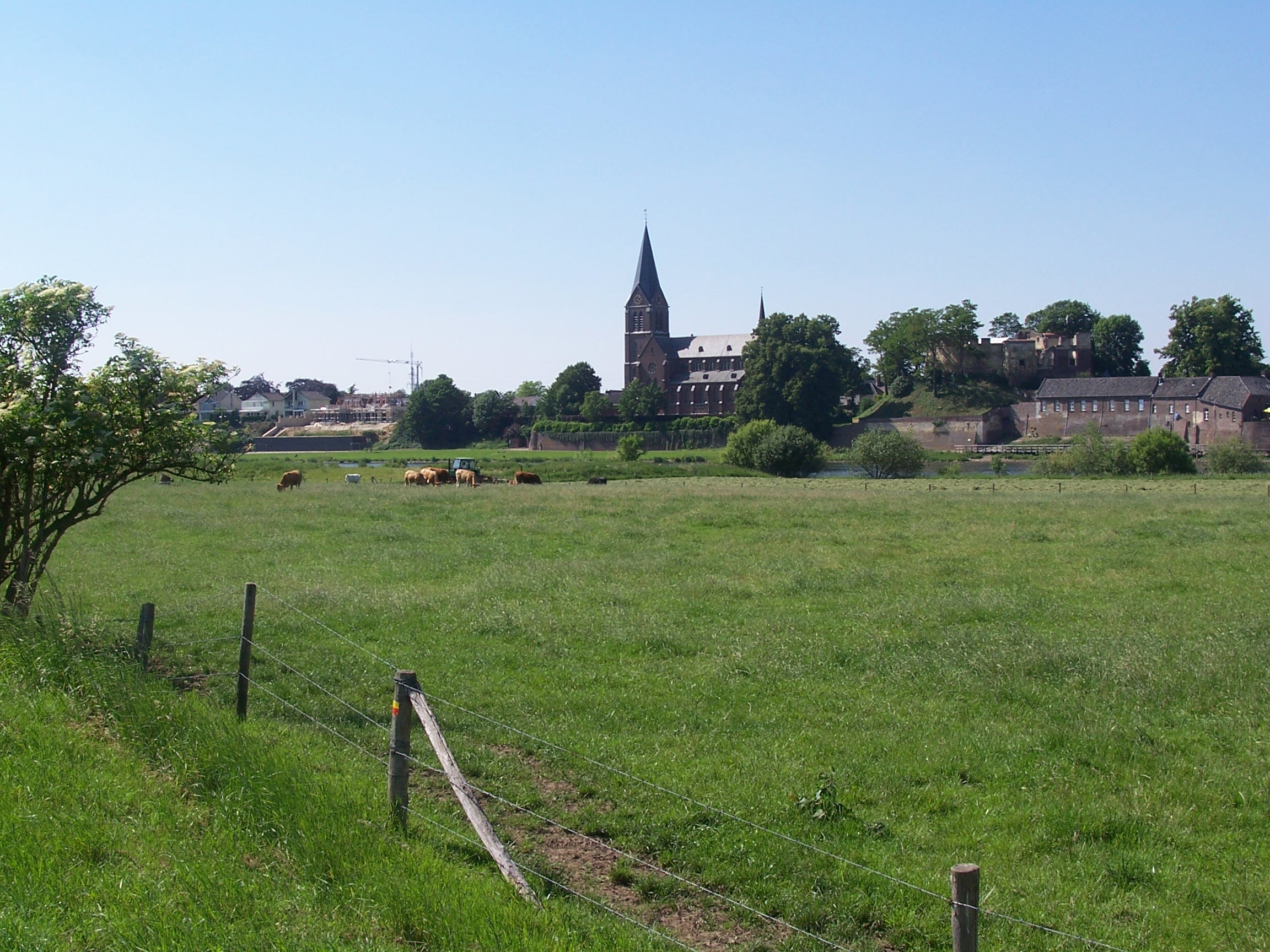

凱瑟爾（荷兰语：Kessel）是荷蘭的城市和旧市镇，位於該國東南部，由林堡省負責管轄，始建於公元10世紀，面積22.13平方公里，2009年人口4,264，人口密度為每平方公里193人。
2010年，凯瑟尔与临近几个市镇合并为新市镇“佩尔和马斯”。

## 外部連結
- Official website（页面存档备份，存于）